# هنري مورغنثاو
هنري مورغنثاو الابن (بالإنجليزية: Henry Morgenthau, Jr.)‏ (و. 1891 – 1967 م) هو سياسي من الولايات المتحدة الأمريكية ولد في مدينة نيويورك.
تولى منصب وزير الخزانة الأمريكي خلال إدارة فرانكلين روزفلت. لعب دورا رئيسيا في تصميم الصفقة الجديدة وتمويلها. ولعب دورا محوريا في تمويل مشاركة الولايات المتحدة في الحرب العالمية الثانية. كما لعب دورا رئيسيا بشكل تدريجي في تشكيل السياسة الخارجية، وخاصة فيما يتعلق بقانون الإعارة والاستئجار، ودعم الصين، ومساعدة اللاجئين اليهود، واقتراح «خطة مورغنثاو» لمنع ألمانيا من أن تشكل مرة أخرى تهديدا عسكريا عم طريق تدمير صناعتها.
مورغنثاو هو والد روبرت مورغنثاو الذي كان محامي مقاطعة مانهاتن لمدة 35 عاما، وهنري مورغنثاو الثالث، وهو مؤلف ومنتج تلفزيوني.
كان مورغنثاو هو الأول في خط الخلافة على الرئاسة بين 27 يونيو 1945 - 3 يوليو 1945 (وذلك بين استقالة إدوارد ستيتنيوس وتعيين جيمس بيرنز) ليكون اليهودي الأول والأخير الذي يصل إلى هذا المركز.

## بدايات حياته
وُلد مورغنثاو لعائلة يهودية بارزة في مدينة نيويورك، وهو ابن هنري مورغنثاو الأب، وهو إمبراطور عقارات ودبلوماسي، من زوجته جوزفين سايكس. كان لديه ثلاث أخوات. درس في أكاديمية فيليبس إكستر، وانتقل بعد ذلك إلى مدرسة دوايت. ثم درس الهندسة المعمارية والزراعة في جامعة كورنيل. في عام 1913، التقى بفرانكلين وإليانور روزفلت وأصبح صديقًا لهما. كان يدير مزرعة تدعى مزارع فيشكيل بالقرب من مزرعة روزفلت في ولاية نيويورك، وهي متخصصة زراعة أشجار عيد الميلاد (مثل مزرعة روزفيلت). كان مهتما بمحن المزارعين الذين يشكلون أكثر من ربع السكان. في عام 1922، تولى إدارة المجلة الأمريكية للزراعة، وجعلها صوتًا للاستصلاح والحفظ والزراعة العلمية. في عام 1929، عينه روزفلت، بصفته حاكم ولاية نيويورك، رئيسًا للجنة الاستشارية الزراعية لولاية نيويورك ولجنة الحفظ التابعة للولاية.

## وصلات خارجية
- هنري مورغنثاو على موقع الموسوعة البريطانية (الإنجليزية)
- هنري مورغنثاو على موقع مونزينجر (الألمانية)
- هنري مورغنثاو على موقع إن إن دي بي (الإنجليزية)